# Roger Cotes
Roger Cotes (10 juillet 1682, Burbage dans le Leicestershire – 5 juin 1716 à Cambridge), mathématicien anglais. Un proche d’Isaac Newton avec qui il partage la découverte de la méthode de Newton-Cotes en analyse numérique, qui étend de manière générale la méthode des trapèzes et la méthode de Simpson pour le calcul des intégrales.

## Biographie
Professeur plumien d'astronomie et de physique expérimentale à l'université de Cambridge. Roger Cotes est devenu membre de la Royal Society le 30 novembre 1711.
Sa Correspondance avec Isaac Newton a été publiée à Londres, en 1853.

## Apport
On lui doit : 
- la seconde édition 1713 de Philosophiæ Naturalis Principia Mathematica dont il rédigea la préface où il rend compte de la méthode utilisée par Isaac Newton. C'est dans cette édition que pour répondre aux objections de George Berkeley et de Gottfried Wilhelm von Leibniz, Isaac Newton ajouta le Scholie général qui pour Alexandre Koyré « exprime avec tant de force les conceptions religieuses qui couronnent et étayent sa construction empirico-mathématique, et révèlent ainsi le véritable sens de [s]a méthode « philosophique »[1] ;

- Harmonia mensurarum, publié en 1722 par Robert Smith, son successeur dans sa chaire, ouvrage dans lequel se trouve[2] la première[réf. nécessaire] définition du radian ;

- Leçons sur l'équilibre des liquides, Londres, 1737, traduit par Louis Guillaume Le Monnier, 1742.